# Universität Hradec Králové
Koordinaten: 50° 12′ 32,2″ N, 15° 49′ 49,5″ O

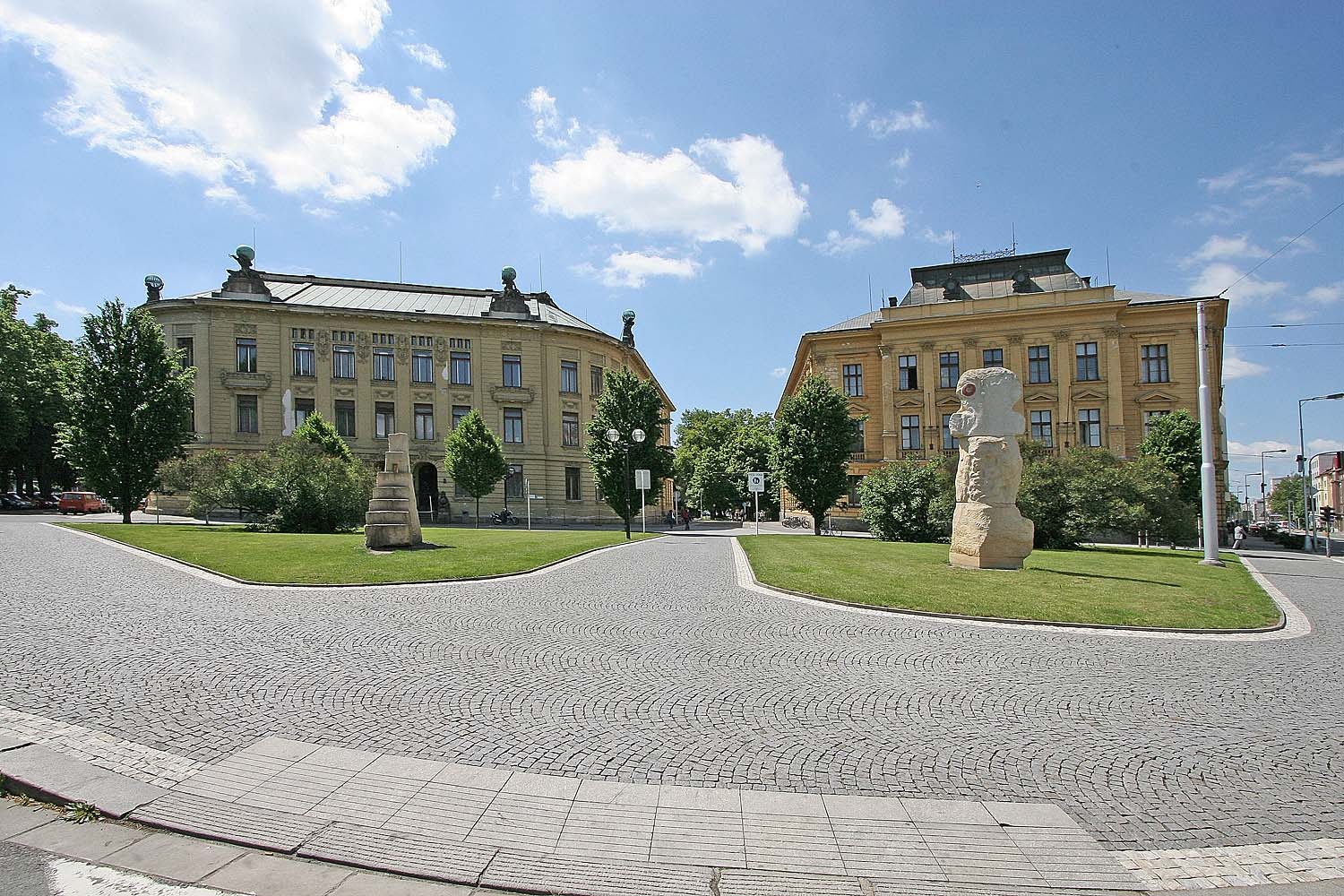
Universitätsgebäude

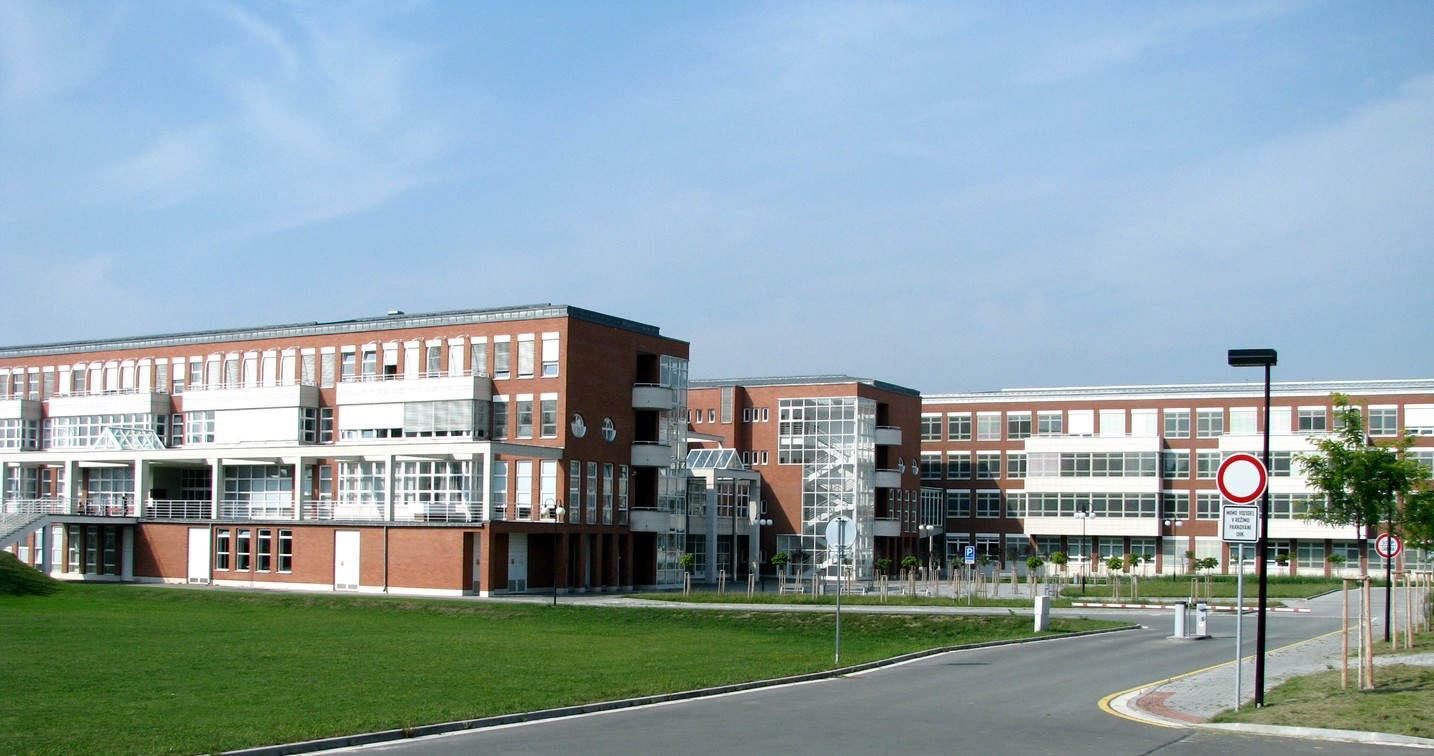
Universitätsgebäude

Die Universität Hradec Králové (tschechisch Univerzita Hradec Králové), ist eine Hochschule in Hradec Králové (deutsch Königgrätz) in Tschechien. Sie entstand im Jahre 2000 durch Umbenennung der ehemaligen Pädagogischen Hochschule Hradec Králové.
Die erste lateinische Partikularschule wurde bereits 1362 in Hradec Králové gegründet. Neben der Universität Hradec Králové sind in Hradec Králové die Fakultät für Militärisches Gesundheitswesen der Universität für Verteidigung und weitere zwei Fakultäten der Prager Karls-Universität ansässig.
Zurzeit studieren an der Universität mit vier Fakultäten mehr als 8500 Studenten in 27 Studienrichtungen mit 90 Fachrichtungen.

## Fakultäten
- Pädagogische Fakultät
- Fakultät für Informatik und Management
- Philosophische Fakultät
- Naturwissenschaftliche Fakultät